# 北野祐秀
北野祐秀（日语：／ Kitano Yushu，1930年4月14日—2016年2月27日），日本男子摔跤运动员。他曾代表日本参加1952年夏季奥林匹克运动会摔跤比赛，获得一枚银牌。他也曾参加1954年亚洲运动会。